# 烏森
烏森是挪威特倫德拉格郡的市鎮，位於該國中南部，面積387平方公里，最高點海拔高度601米，2010年人口1,033，人口密度為每平方公里2.8人。

## 外部連結
- Municipal fact sheet from Statistics Norway